# Rudi Revil
Rudolf Heinrich Revil (* 1916 in Straßburg, Reichsland Elsaß-Lothringen; † 1983) war ein französischer Komponist und Songwriter.

## Leben
Revil wurde als Rudolf Heinrich Weil, Sohn deutsch-jüdischer Eltern, in Straßburg geboren. In seiner Kindheit erlernte er das Klavier und begann mit dem Komponieren. Während er ein eigens komponiertes Stück bei einer Amateurveranstaltung vortrug, wurde er von der französischen Musikerin Nadia Boulanger entdeckt, die, beeindruckt von seinem Talent, ihn mit nach Paris nahm, um ihn weiter unterrichten zu können. Er lebte fortan in Paris und konnte sich mit dem Schreiben von Chansons etablieren. Bevor er 1939 vor den Nazis nach New York City flüchten musste, hatte er bereits im Alter von 23 Jahren über 80 erfolgreiche Chansons geschrieben, die unter anderem von Boris Vian, Francis Lemarque, Michel Vaucaire und Maurice Chevalier gesungen wurden.
Am 18. April 1946 nahm Revil von Brüssel einen Flug nach New York City, mit Zwischenstopp zum Tanken auf Flughafen Gander. Er nahm die Fluggesellschaft Sabena. Das Flugzeug, eine Douglas DC-4, konnte wegen des starken Nebels den Flughafen nicht finden, weswegen der Pilot die Flughöhe reduzierte, um freie Sicht zu haben. Dabei stürzte es ab. Dabei verloren 27 Menschen ihr Leben. Es überlebten lediglich 17 Personen, davon 16 Passagiere und ein Crewmitglied.

## Werke (Auswahl)
Lieder
- Marjolaine
- Le Petit Cordonnier (paroles anglaises "The Little Shoemaker")
- La Grenouille (Fais un vœu)
- Rue de Lappe
- À la Saint Médard
- Le mille-pattes

## Filmografie
- 1954: Die süßesten Früchte